# Stazione di Tokushima

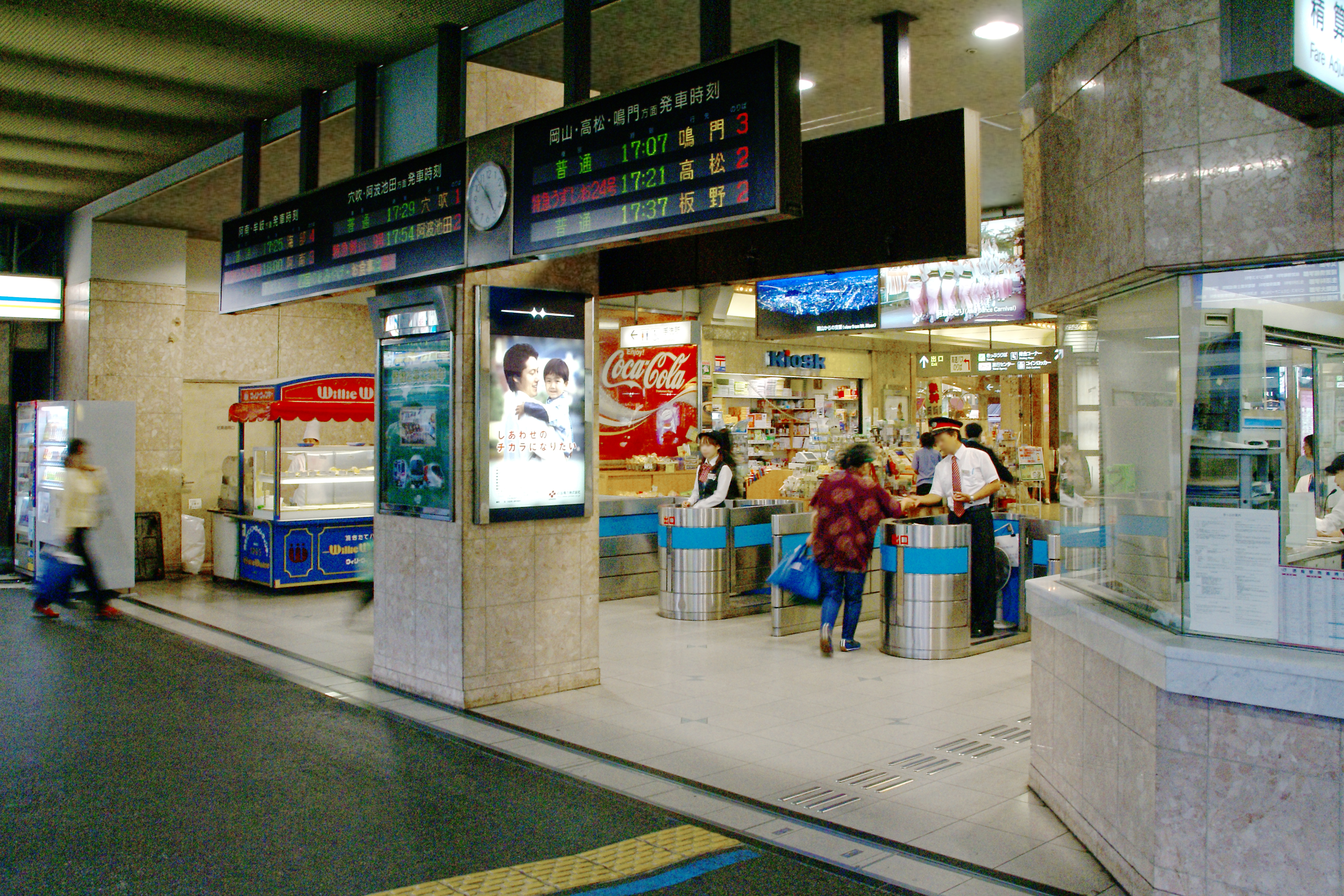
Vista dell'area del mezzanino

La stazione di Tokushima (徳島駅?, Tokushima-eki) è la principale stazione ferroviaria dell'omonima città della prefettura di Tokushima, sull'isola di Shikoku in Giappone, ed è, dopo la stazione di Takamatsu, la più utilizzata dell'isola, con circa 8200 passeggeri al giorno, ed è capolinea per le linee ferroviarie Kōtoku e Mugi della JR Shikoku.

## Linee e servizi

### Infrastrutture ferroviarie
JR Shikoku
■ Linea Kōtoku
■ Linea Mugi

### Servizi ferroviari
Sono presenti anche i seguenti servizi che utilizzano in parte la linea Kōtoku:
 JR Shikoku
■ Linea Tokushima
■ Linea Naruto

## Struttura
La stazione di Tokushima è realizzata in superficie, con quattro binari totali di cui uno tronco sul lato Takamatsu. 
Sono presenti tornelli automatici per l'accesso ai binari, biglietteria presenziata e diversi servizi nel grande fabbricato viaggiatori (il maggiore dello Shikoku) di 18 piani, che contiene un centro commerciale e un hotel.

### Binari
| 1   | ■ Linea Tokushima |  | per Awa-Yamakawa, Tsukuda e Awa-Ikeda |
| 2   | ■ Linea Kōtoku    |  | per Ikenotani, Shido e Takamatsu      |
| 2   | ■ Linea Tokushima |  | per Awa-Yamakawa, Tsukuda e Awa-Ikeda |
| 3-4 | ■ Linea Mugi      |  | per Nakata, Hanoura e Kaifu           |
| 3-4 | ■ Linea Kōtoku    |  | per Ikenotani, Shido e Takamatsu      |
| 3-4 | ■ Linea Naruto    |  | per Ikenotani, Kompiramae e Naruto    |

## Stazioni adiacenti
| «               | Servizio     | »            |
| Linea Kōtoku    | Linea Kōtoku | Linea Kōtoku |
| Linea Naruto    | Linea Naruto | Linea Naruto |
| --------------- | ------------ | ------------ |
| Sako            | Locale       | Capolinea    |
| Linea Tokushima |              |              |
| Capolinea       | Locale       | Sako         |
| Linea Mugi      |              |              |
| Capolinea       | Locale       | Awa-Tomida   |